# Mehrfamilienhaus Poststraße 33
Das Mehrfamilienhaus Poststraße 33 am Karl-Olfers-Platz, Ecke Delftstraße, in der niedersächsischen Kreisstadt Cuxhaven im Landkreis Cuxhaven stammt vom ersten Drittel des 20. Jahrhunderts.
Aktuell (2024) sind dort Wohnungen, Büros, eine Bank, eine Post sowie Läden untergebracht.
Das Gebäude steht unter Denkmalschutz (siehe auch Liste der Baudenkmale in Cuxhaven).

## Geschichte und Beschreibung
Die Einwohnerzahlen von Cuxhaven stiegen nach Ende des Ersten Weltkriegs aufgrund des aufstrebenden Fischereigewerbes stark. Die Platzrandbebauung am Karl-Olfers-Platz an der Einmündung Elfenweg entstand Ende der 1920er Jahre im Rahmen von Stadterweiterungsmaßnahmen südwestlich der Innenstadt nach Entwürfen der Architekten Richard Alberts und P. H. Noris für die Wohnungsbaugenossenschaft Bauhütte Cuxhaven. Sie besteht aus vier- und sechsgeschossigen Wohn- und Geschäftshäusern in kubischen Bauformen, mit Flachdächern sowie glattflächigen Fassaden aus Backsteinmauerwerk mit horizontal gegliederten Fensterbändern sowie torartigen Einfassungen. Die blockhafte Backsteinarchitektur steht in der Tradition der norddeutschen Backsteinbauweise, die u. a. durch den Hamburger Baudirektor Fritz Schumacher stark gefördert wurde. Die kubischen Bauformen mit betont ruhiger Gliederung sind ein zeitgenössischer Impuls des Neuen Bauens.
1966 wurde der Platz als Karl-Olfers-Platz benannt, nach Karl Olfers (1888–1968) (SPD), Geschäftsführer der Bauhütte Cuxhaven (1925–1933), Cuxhavener Oberbürgermeister (1946–1952) und Präsident des Niedersächsischen Landtages (1946–1955 und 1959–1963).
Das sechsgeschossige traufständige und leicht konvexe Gebäude als Mehrfamilien- und Geschäftshaus mit Satteldach wurde von 1928 bis 1930 im Bauhaus-Stil nach Plänen von Richard Alberts für die Bauhütte Cuxhaven gebaut. Die Blockrandbebauung mit dem markanten kubischen Abschluss hat eine Fassade mit breiten Wandbereichen in rotem Backsteinmauerwerk mit horizontaler Bänderung durch Backsteinfriese in Sturz- und Sohlbankhöhe sowie querrechteckig gelagerte Fensterformate. Das Dachgeschoss als Trockenboden erhielt kleine Dachbodenfenster.
Das Landesdenkmalamt befand u. a.: „… Diese Wohnbebauung ist beispielhaft für die siedlungs- und stadtbaugeschichtliche Entwicklung Cuxhavens in der Weimarer Republik …“